# ルパン三世 THE SHOOTING
『ルパン三世 THE SHOOTING』（ルパンさんせい ザ・シューティング）は、セガのアーケードゲーム。モンキー・パンチ原作のアニメ『ルパン三世』を題材にしたガンシューティングゲームである。

## 概要
『ルパン三世 (TV第2シリーズ)』（以下『TV第2シリーズ』）の世界を基に、劇場映画第1作『ルパン三世 ルパンVS複製人間』（以下『ルパンVS複製人間』）のストーリーを一部脚色して描いた内容となっている。2人同時プレイが可能で、プレイヤーは、1プレイヤー（左側）がルパン三世、2プレイヤー（右側）が次元大介を担当する（1人で遊ぶ場合はどちらからでもプレイ可能）。なお、銃弾数はルパンが多く（7発）、銃弾の威力は次元の方がやや高い（銃弾数は6発）などキャラクター性能に差異がある。そのため、雑魚敵相手にはルパンが、耐久力がある対ボス戦には次元が有利という多少の差はある。
ゲームとしては一般的なガンシューティングによくあるような敵との銃撃戦に終始するような内容ではなく、各ステージにて指定された条件を達成しながらゲームを進めていくミッションクリア形式となっており、用意されているステージの中には接着光線やロケット弾及びなどの特殊な武器を使ったり、もっぱら銃撃ではなく車を操作するものもある（ただし左右の車線変更のみ）。
なお、キャラクターの台詞は『TV第2シリーズ』及び『ルパンVS複製人間』から抽出したライブラリ音声のため、ルパン三世役は現在演じる栗田貫一ではなく、発売当時すでに故人となっていた初代声優である山田康雄の声が使用されている。それ以外にも、すでに鬼籍に入っていたドン・マルチーノ役の島宇志夫とマモー役の西村晃も同様の理由で出演を果たしている。
派生作品に、このゲームのシステムを流用したタイピングゲーム『ルパン三世 THE TYPING』もアーケードゲームとして存在する。

## ステージ
通常は上から順に行うが、2人プレーなどでは順番が上下する場合がある。
国名はそのステージの舞台となる国（ステージの最初で確認可能）。その次は、そのステージの大まかな概要（説明にも表記される）。

### 地獄行きベネチア超特急
（イタリア、銃撃戦）
- 列車の中で、マフィアと銃撃戦を行う。最初のステージだけあって敵の射撃が遅いが、狙われると命中弾を知らせる「危険」の文字が現れる。「危険」の文字は時間とともに赤くなり、最後には撃たれてしまいダメージとなる。最後尾におり、降伏を装って攻撃してくるボス・マルチーノを倒せばクリア。敵であるマフィアは腹や胸よりも手足を撃ったほうが得点が高い[1]。

『TV第2シリーズ』第8話「ベネチア超特急」をモチーフにしたステージ。
THE TYPINGではサブタイトルが「ルパンとマフィアと厳しい奴ら」に改題されている他、THE SHOOTING同様最初にプレイするステージとなる。

### 必殺鉄トカゲ見参!!
（アルジェリア、連射）
- 一回に3機×5回、計15機の鉄トカゲが襲ってくるので、弾を打ち込み破壊する。鉄トカゲは地面を高速で走り、手前まで接近してくるとこちらに飛び掛かってくる。ぶつかられるとダメージ（なお、一度に2機以上ぶつかられても、1ダメージしか負わない）。破壊した鉄トカゲには撃ち込み点が入るので、余裕があるなら得点を稼ぐチャンスである。

余談だが、原作における鉄トカゲは銃弾が効かない上、対象者と接触すると爆発するので、上述のダメージでは済まなくなる。
『TV第2シリーズ』第25話「必殺鉄トカゲ見参」をモチーフにしたステージ。
THE TYPINGでは「とっても素敵な殺人兵器」というサブタイトルに変更され、挑戦する順番も5番目に繰り下げられているためか、鉄トカゲの数が24機に増えている。

### 接着光線とダイヤモンド
（日本、宝石泥棒）
- 接着光線を使い、ショーケースの中の宝石を盗み出す。まず、ショーケースのガラスを光線で破壊し、中にある宝石に光線を当てることで宝石を回収できる。画面端に僅かに見えるショーケースのガラスを破壊し、宝石を先に奪う事も可能。赤外線に接着光線を当ててしまうとセンサーが反応して警察を呼んでしまい、その場でステージ失敗。光線を当ててしまった方がライフを1削られ、次のステージへ進む（ただし、接着光線を照射中に赤外線が割り込んできた場合は、センサーは反応しない）。タイムアップの場合もライフ減少。制限時間以内にセンサーに触れずに10個のケースからすべての宝石（総額1億ドル分）を盗み出すことができればクリアとなる。このステージにおいては通常の銃ではなく、接着光線銃を使う事となるため、銃の弾数が一切存在しない。

『TV第2シリーズ』第64話「クリスマスは女神の手に」をアレンジしたステージ。
THE TYPINGではこのステージの他、カーチェイス面、人造人間面、邪神面、戦車面の計5面が未収録となっている。

### とっつあん大ハッスル
（ニューヨーク、連射）
- 後方から迫ってくるパトカーと前方で封鎖しているパトカーを連射で破壊する。衝突するとダメージ。後ろから2台、前から6台、後ろから6台、前から2台を破壊した後に銭形が乗るパトカーがボスで登場して対決。追いつかれる前に連射で撃ち込み、ゲージを0にすればクリアとなる。なお、車止めは1発で倒す事が可能だが、衝突してもダメージを受けない。

『TV第2シリーズ』第151話「ルパン逮捕ハイウェイ作戦」をアレンジしたステージ。
THE TYPINGでは「モーレツ追跡!銭形警部」というサブタイトルで、2番目に挑戦するステージとなっている。

### 斬鉄剣（かたな）と不二子とカーチェイス
（サンフランシスコ、カーチェイス）
- 斬鉄剣を持った不二子を連れ去った車を追うため車に乗る。プレイヤーは対向車に当たらないように左車線と右車線を銃でハンドルを撃って変更する。対向車に当たるとダメージ。避け続け、車に追いつく（ステージの最後に辿り着く）ことができればクリアとなる。なおこのステージはハンドルを撃つだけのステージなため、銃弾数が一切なく、リロードの必要がない。

『TV第2シリーズ』第13話「サンフランシスコ大追跡」をアレンジしたステージ。

### 斬!斬!斬!斬鉄剣!
（オーストラリア、連射）
- 先端に斬鉄剣を装着したラジコンロケットが飛んでくるので、体当たりされる前に撃ち込み、ゲージを0にして攻撃を阻止する。体当たりされるとダメージ。最後のチャレンジに成功するとクリア。なお、ダメージを負う度にゲージの長さが短くなる。また、一定の距離まで接近していないとゲージを0にできないようになっている（目安としては地面すれすれの低空飛行に移行した時）。3回目以降は先端の斬鉄剣がプロペラのように回転し、銃弾を弾いてしまうので、根元である中心を狙う必要がある。

『TV第2シリーズ』第61話「空飛ぶ斬鉄剣」をモチーフにしたステージ。
THE TYPINGでは「もっとも危険なRC遊戯」(RCには"ラジコン"のルビ)というサブタイトルで6番目に挑戦するステージとなっている。

### 大量生産、人造人間はいかが?
（ニュージーランド、狙い撃ち）
- 見張りの人造人間を破壊する。人造人間の弱点はサイトで示された左胸の赤い所。それ以外のところに弾を当てても一切効かないが、弱点に当たれば一発で破壊できる。人造人間は最初はこちらに気付いていないが、1発で破壊できなかったり、時間がたつとこちらに気付き、襲いかかってくる。なお、気付かれても攻撃される前に弱点を撃ち抜ければOK（ただしスコアは大きく落ちる）。殴られたり、撃たれたりするとライフが1減る。最後の1体は最初からこちらに気付いており、人面岩を持ち上げて投げつけてくる。5体破壊すればクリアとなる。

『TV第2シリーズ』第46話「ルパンお高く売ります」をアレンジしたステージ。

### おいの血ちょうだい
（スペイン、接近戦）
- ヴァンパイアが迫ってくるので、接近される前に撃ち込んで撃退する。ただし、耐久力があるので何発か撃ち込まなければならない。攻撃されるとダメージ。後半ではヴァンパイアに加え、ボスヴァンパイアも登場。後方から急に襲い掛かるため難易度が上昇する。ボスを撃破すると多数のコウモリが出現する。コウモリに襲われてもダメージ。ボスを2対撃破した後は、ボスの正体である巨大コウモリ2体と対決。襲われる前にケージを0にすればクリアとなる。ステージ名はお命とおい（あなた）の血を頂戴（吸血鬼なので）というシャレ。THE TYPINGではプレイする順番が3番目に移動した上にサブタイトルが「ヴァンパイア 倒さナイト!」になっている。これはセガとナムコが手掛けた『ヴァンパイアナイト』にかけたシャレである。

『TV第2シリーズ』第34話「吸血鬼になったルパン」をモチーフにしたステージ。

### 雨のち大岩注意報
（ブラジル、大連射）
- 後方から大岩がせまってくるので、逃げながら大岩にひたすら撃ちこみ、ゲージを0にして破壊するミッションの説明通り、力の限り連射しまくる事が要求されるステージ。1個目を破壊した後はコウモリが群れをなして大量に出現。このコウモリは接触などによるペナルティはないが、撃ち落とすと得点となるのでたくさん撃ち落として得点を稼ぐチャンスである。コウモリの群れが飛び去ったあとは再び大岩が迫ってくる。合計3回ゲージを0にする必要があり、3回目は大岩の代わりに戦車が登場する。これも同様に撃ちこんでゲージを0にすればクリア。タイムオーバーでダメージ。

『TV第2シリーズ』第14話「カリブ海の大冒険」をモチーフにしたステージ。
THE TYPINGでは4ステージ目に繰り上げられており、「ルパンのトラップ記念日」というサブタイトルが振られている。

### 邪神・オブ・ザ・デッド!
（ハイチ共和国、集中連射）
- 最初は襲いかかってくる緑色のゾンビを倒す。攻撃されるとダメージ。なお、倒しても倒しても無限に生き返ってくる。祭壇の上で祈っているゾンビを撃つと高得点。ある程度時間がたつと画面が上に行き、邪神像の目を撃てる状態となる。この状態で邪神像の赤い目を攻撃するとゲージが減少。しかし、邪神像から発せられる赤い光に当たるとミス（撃つと消える）。ある程度時間がたつとまたゾンビを倒さなくてはならない。ゲージを0にすればクリアとなる。ステージ名はセガのガンシューティングゲーム『ザ・ハウス・オブ・ザ・デッド』より。

同じく『TV第2シリーズ』第14話「カリブ海の大冒険」をモチーフにしたステージ。

### ルパンはからくり人形がお好き
（ケニア、早撃ち）
- 画面内に何体かあるマネキン人形のうち1体だけが武装マネキンであり、武装マネキンが動き出して内蔵された銃を向けるので、動いた武装マネキンを1発でしとめる。スタート時にノルマタイムが設定されており、それよりも反応が遅い、または狙いを外した場合は攻撃されてダメージ。動くマネキンは全部で7体あり、内4体以上破壊すればクリアとなる。なお、ノルマは少しずつ短くなる。早撃ちと銘打っているものの、武装していないマネキンを撃っても失敗するので厳密には早撃ち&狙い撃ちである。

『TV第2シリーズ』第75話「不二子に花嫁衣裳はにあわない」をモチーフにしたステージ。
THE TYPINGでは順番が7ステージ目に変更され、「殺人兵器は美女マネキン」に改題されている。また、破壊すべきマネキン人形も8体となっている。

### 戦車軍団に気をつけろ!
（南アフリカ共和国、特殊弾）
- 多数の戦車が登場し、ルパンたちに向けて戦車砲を放ってくるので、ロケット弾を使って応戦し、戦車を破壊していく。このステージのみターゲットサイトが表示されるので、それを参考にして戦車に向けてロケット弾を発射する。ただし、着弾までには時間がかかり、また、戦車も移動しているので（止まっているのもある）動きを予測しないと外れてしまう。自分の弾が当たったかは自分のスコアのところに「アタリ」、「おしい」、「ハズレ」で表示される。戦車に狙われると戦車の上に危険の文字が浮かび、青→緑→赤と色が変わっていき、最後には攻撃が命中しダメージを負う（攻撃してこない戦車もいる）。すべての戦車を破壊すればクリア。唯一、通常の銃を使わないステージ（カーチェイスでは銃そのものを使わない）。

『TV第2シリーズ』第20話「追いつめられたルパン」をアレンジしたステージ。

### ヘリパニック大作戦
（イギリス、集中連射）
- ヘリコプターが攻撃してくるので攻撃される前にヘリに撃ち込み、ゲージを0にして撃退する。攻撃されるとダメージ。攻撃してくる回数は全部で6回だが、3回目と5回目は突如現れる。ゲージを0にしても当たり判定はすぐに消えないので追い撃ちが可能。6回目はゲージは無く、放って来るミサイルを4発破壊して攻撃をやり過ごす。攻撃を凌ぎきれれば五ェ門がヘリを縦に真っ二つに斬り、ステージクリアとなる。

劇場映画第1作『ルパンVS複製人間』の劇中シーンをアレンジしたステージ。
THE TYPINGでは8番目に挑むステージで、サブタイトルは「昼間の決闘」。これ以降のステージはTHE SHOOTINGと共通の順番で攻略していくことになる。

### ルパンVS複製人間（クローン）
（太平洋の真ん中(マモー島地下500m 不死研究所)、乱戦）
- 最終ステージ。前半は次々と現れるマモーの複製人間を倒していく。銃型と鎌型の2タイプがあり、銃（外見はAK47に類似）は攻撃してくるまで時間があるが、鎌は即座に攻撃してくる。どちらも攻撃されるとダメージ。複製人間自体は一撃で倒せる。最後はマモーを撃破するための一発勝負に挑戦する。999秒99（実際は10秒。百の位が1秒に対応している）からカウントダウンが始まり、000秒00になった時に引き金を引く。ピッタリ止めることができればマモーを撃破したこととなりクリア。早くても遅くてもアウトとなり、残りライフがいくつあってもゲームオーバー（コンティニューする場合はそのステージの最初から。これはどのステージでも言える）。

劇場映画第1作『ルパンVS複製人間』の劇中シーンをアレンジしたステージ。
THE TYPINGでは「不死と不二子と複製人間」というサブタイトルで最後のマモーのギミックは「時間内にミスせずに長い文をタイピングしきる」事に代わっている。

### 神は死んだ、ルパンが殺した。
（狙い撃ち）
- 真の最終ステージ。ルールなどは表示されず、その場で表示される。オリジナルのマモーが乗ったロケットにルパンが仕掛けた時計付き爆弾がつけられているので、1発で爆弾を破壊する。命中すれば完全クリアとなりスタッフクレジットへ。外せばバッドエンドとなり即ゲームオーバー（コンティニュー不可）。

劇場映画第1作『ルパンVS複製人間』の劇中シーンをアレンジしたステージ。
THE TYPINGにおけるサブタイトルは「神は天にいまし、全てこの世はこともなし」でルパンに関する三択問題をタイピングで入力し、最後に自分の今のスコアを$マーク含めて桁も全て正確に入力するという非常に難しいタイピングを要求される。

## 声の出演
- ルパン三世：山田康雄
- 次元大介：小林清志
- 石川五ェ門：井上真樹夫
- 峰不二子：増山江威子
- 銭形警部：納谷悟朗
- マモー：西村晃
- ドン・マルチーノ：島宇志夫
- カミーラ：小谷野美智子
- 黒魔術師：辻村真人
- ウィリアム・ハフナー：家弓家正
- ヘス司法長官：滝口順平

## 備考
- ステージ移動画面において、スペインからブラジルへ移動する際、太平洋を横断するルートになっているが、大西洋を横断する方が近い。
- 通過したステージにはルパンか次元の絵が出る。これは、そのステージで獲得した得点が高い方の絵になる様になっている。なお、一人プレーではすべての絵がプレーしているキャラクターになる。
- クリアすると「作戦成功」、失敗すると「作戦失敗｣と出るが、これはそのステージのトータルの成績で判断するのではなく、最後を決めることが出来たかで決まる。例として第6ステージでは最後の銃撃以外ですべてダメージを負っていても、最後の攻撃を成功させると「大成功｣の表示が出て作戦成功となる。しかし、それまでをすべて成功させても最後で失敗し、ダメージを負った場合は作戦失敗となる。また、成功・失敗が直接成績に与える影響は無く、そのステージの獲得得点を見られるかどうかというだけである。
- ステージ14「ルパンVS複製人間（クローン）」でレーザー攻撃をするマモーのレーザーを斬鉄剣の破片で跳ね返すカットインは、ルパンでプレイした場合はルパン、次元でプレイした場合は次元が斬鉄剣の破片でマモーのレーザーを跳ね返すカットインが登場する。